# Limnoporeia kingi
Limnoporeia kingi is een vlokreeftensoort uit de familie van de Phoxocephalidae. De wetenschappelijke naam van de soort is voor het eerst geldig gepubliceerd in 1968 door Fearn-Wannan.